# De onnoembaren
De onnoembaren is een stripreeks uit België, door Yann en Didier Conrad. In het Nederlands uitgegeven door Den Gulden Engel en vervolgens door Dargaud.
De onnoembaren verscheen oorspronkelijk in het weekblad Robbedoes / Spirou. De publicatie van Gele geschiedenis in 1982 werd echter stopgezet, na publicatie van een scène waarin de genitaliën van personage Tim te zien waren, terwijl die iemand neersloeg. Op bevel van uitgever Dupuis werden Yann en Conrad ontslagen door hoofdredacteur De Kuyssche. Pas in 1994 namen de auteurs de draad van De onnoembaren weer op, ditmaal bij uitgeverij Dargaud.
De reeks speelt zich af in Hong Kong en China, na de tweede wereldoorlog. De hoofdpersonen van de serie, Mac, Tony en Tim, zijn drie Amerikaanse gedeserteerde soldaten. Verder is er een verleidelijke Chinese, Alix. De reeks wordt gekenmerkt door zwarte humor. De paginaranden zijn in het zwart, in tegenstelling tot het bij stripuitgaven gangbare wit.

## Titels
De publicatiegeschiedenis van 'De Onnoembaren' is wat onoverzichtelijk, doordat de eerste verhalen zijn hertekend en niet chronologisch zijn uitgegeven.
| Verhaal                            | Jaar            | Deel | Jaar van uitgave | Titel                       | Opmerking                                                        |
| ---------------------------------- | --------------- | ---- | ---------------- | --------------------------- | ---------------------------------------------------------------- |
| Integraal: Nul-cyclus (2011)       |                 |      |                  |                             |                                                                  |
| 1                                  | Begin jaren '80 | 9    | 1996             | Nummer driedubbel nul       | Uitgegeven in deel 9 (Beerput)                                   |
| 2                                  | Begin jaren '80 | 2    | 1987             | Shukumei                    | Hertekend                                                        |
| 3                                  | Begin jaren '80 | 9    | 1996             | Beerput                     | Hertekend en bewerkt                                             |
| 4                                  | 1983            | 3    | 1986             | Gele geschiedenis           | Hertekend                                                        |
| Integraal: Hong Kong cyclus (2000) |                 |      |                  |                             |                                                                  |
| 5                                  |                 | 4    | 1994             | De schedel van vader Zé     |                                                                  |
| 6                                  |                 | 5    | 1995             | Ching Soao                  |                                                                  |
| 7                                  |                 | 6    | 1995             | De purperen Lotus           |                                                                  |
| 8                                  |                 | 7    | 1996             | Alix noni tengu             |                                                                  |
| 4                                  | 1983            | 8    | 1996             | Gele geschiedenis           | Hertekend?                                                       |
| Integraal: Korea-cyclus (2009)     |                 |      |                  |                             |                                                                  |
| 1 & 3                              | Begin jaren '80 | 9    | 1996             | Beerput                     | Hertekend en bewerkt; bevat ook het eerste verhaal, 'Nummer 000' |
| 9                                  |                 | 10   | 1998             | Bronzen pop                 |                                                                  |
| 10                                 |                 | 11   | 2000             | Zonderkaak                  |                                                                  |
| 'Losse' heruitgave                 |                 |      |                  |                             |                                                                  |
| 2                                  | Begin jaren '80 | 12   | 2002             | Shukumei                    | Opnieuw hertekend                                                |
| Integraal: USA-cyclus (2010)       |                 |      |                  |                             |                                                                  |
| 11                                 |                 | 13   | 2002             | Ten oosten van Roswell      |                                                                  |
| 12                                 |                 | 14   | 2003             | Ten noorden van White Sands |                                                                  |
| 13                                 |                 | 15   | 2004             | Ten zuidwesten van Moskou   |                                                                  |

In 2005 werd een spin-offreeks gelanceerd getiteld Witte Tijgerin.